# Amazon Lumberyard
Amazon Lumberyard é um motor de jogos eletrônicos AAA multiplataforma gratuito lançado em fevereiro de 2016 integrado com o GameLift, um serviço gestor de pagamento, com o AWS (Amazon Site Services) e, com o Twitch, que proporciona stream e o código fonte, baseado na CryEngine, com licença outorgada em 2015 por Crytek. A integração com Amazon Site Services permite aos desenvolvedores construir e hospedar seus jogos nos servidores de Amazon, bem como suportar a transmissão ao vivo através do Twitch, incluindo o Twitch ChatPlay, o que permite aos espectadores do stream de Twitch influir no jogo. O código fonte está disponível para os usuários com limitações: estes não podem usar o código fonte do motor Lumberyard para lançar seu próprio motor de jogo.

## História
Lumberyard foi lançado em 9 de fevereiro de 2016 junto com o gestor de pagamento GameLift para despregar e alojar jogos multijugador, com a intenção de permitir aos desenvolvedores o fácil desenvolvimento de jogos que atraiam as comunidades de fãs. A partir de março de 2018, o software está atualmente em estado beta e pode-se utilizar para construir jogos para Microsoft Windows, PlayStation 4, Xbox One, com suporte limitado para iOS e Android e o suporte de Linux e Mac que se planea para futuras versões.A integração da realidade virtual agregou-se na Beta 1.3, o que permite aos desenvolvedores construir jogos compatíveis com dispositivos como Oculus Rift e HTC Vive.
Em julho de 2021, a Amazon anuncia um acordo com a Fundação Linux para formar a fundação Open3D. O acordo compreende principalmente o lançamento de uma nova versão de Lumberyard renomeada como Open 3D Engine (ou O3DE), publicado sob licença de código aberto Apache-2.0.

## Jogos desenvolvidos com Lumberyard
| Título              | Lançamento    | Desenvolvedor         | Plataformas             | Géneros          |
| ------------------- | ------------- | --------------------- | ----------------------- | ---------------- |
| Crucible            | Cancelado     | Amazon Game Studios   | Microsoft Windows       | Shooter, Multi   |
| Breakaway           | Cancelado     | Amazon Game Studios   | Microsoft Windows       | MOBA             |
| Coffence            | Outubro 2018  | Sweet Bandits Studios | Microsoft Windows       | Luta             |
| The Grand Tour Game | Janeiro 2019  | Amazon Game Studios   | PlayStation 4, Xbox One | Carreiras        |
| New World           | Setembro 2021 | Amazon Game Studios   | Microsoft Windows       | MMO              |
| Deadhaus Sonata     | TBA           | Apocalypse Studios    | TBA                     | A-RPG            |
| The DRG Initiative  | TBA           | Slingshot Cartaz      | Microsoft Windows       | Shooter, Multi   |
| Squadron 42         | TBA           | Cloud Imperium Games  | Microsoft Windows       | Shooter, Sandbox |
| Star Citizen        | TBA           | Cloud Imperium Games  | Microsoft Windows       | MMO, Space Sim   |